# Dampierre-en-Montagne
Dampierre-en-Montagne är en kommun i departementet Côte-d'Or i regionen Bourgogne-Franche-Comté i östra Frankrike. Kommunen ligger i kantonen Vitteaux som tillhör arrondissementet Montbard. År 2022 hade Dampierre-en-Montagne 61 invånare.

## Befolkningsutveckling
Antalet invånare i kommunen Dampierre-en-Montagne
Referens:INSEE